# شاهین سرور
شاهین سرور (انگلیسی: Shahin Suroor؛ زادهٔ ۲۱ ژوئن ۱۹۹۶) یک بازیکن فوتبال است.